# Marathon masculin aux Jeux olympiques d'été de 1992
Navigation
Séoul 1988 Atlanta 1996
L'épreuve du marathon masculin aux Jeux olympiques de 1992 s'est déroulée le 9 août 1992 dans les rues de Barcelone, en Espagne, avec un départ à Mataró  et une arrivée au Stade olympique de Montjuic. Elle est remportée par le Sud-Coréen Hwang Young-cho dans le temps de 2 h 13 min 23 s.

## Résultats

### Finale
| Rang               | Athlète               | Pays                        | Temps           |
| ------------------ | --------------------- | --------------------------- | --------------- |
| Médaille d'or      | Hwang Young-cho       | Corée du Sud                | 2 h 13 min 23 s |
| Médaille d'argent  | Koichi Morishita      | Japon                       | 2 h 13 min 45 s |
| Médaille de bronze | Stephan Freigang      | Allemagne                   | 2 h 14 min 00 s |
| 4                  | Takeyuki Nakayama     | Japon                       | 2 h 14 min 02 s |
| 5                  | Salvatore Bettiol     | Italie                      | 2 h 14 min 15 s |
| 6                  | Salah Kokaich         | Maroc                       | 2 h 14 min 25 s |
| 7                  | Jan Huruk             | Pologne                     | 2 h 14 min 32 s |
| 8                  | Hiromi Taniguchi      | Japon                       | 2 h 14 min 42 s |
| 9                  | Diego García          | Espagne                     | 2 h 14 min 56 s |
| 10                 | Kim Jae-ryong         | Corée du Sud                | 2 h 15 min 01 s |
| 11                 | Harri Hänninen        | Finlande                    | 2 h 15 min 19 s |
| 12                 | Steve Spence          | États-Unis                  | 2 h 15 min 21 s |
| 13                 | Ed Eyestone           | États-Unis                  | 2 h 15 min 23 s |
| 14                 | Boniface Merande      | Kenya                       | 2 h 15 min 46 s |
| 15                 | Bert van Vlaanderen   | Pays-Bas                    | 2 h 15 min 47 s |
| 16                 | Rex Wilson (en)       | Nouvelle-Zélande            | 2 h 15 min 51 s |
| 17                 | Bob Kempainen         | États-Unis                  | 2 h 15 min 53 s |
| 18                 | Rodrigo Gavela        | Espagne                     | 2 h 16 min 23 s |
| 19                 | Karel David           | Tchécoslovaquie             | 2 h 16 min 34 s |
| 20                 | Leszek Beblo          | Pologne                     | 2 h 16 min 38 s |
| 21                 | Wiesław Perszke       | Pologne                     | 2 h 16 min 38 s |
| 22                 | Yakov Tolstikov       | Équipe unifiée de l’ex-URSS | 2 h 17 min 04 s |
| 23                 | Tena Megere           | Éthiopie                    | 2 h 17 min 07 s |
| 24                 | Osmiro Silva          | Brésil                      | 2 h 17 min 16 s |
| 25                 | Abel Mokibe           | Afrique du Sud              | 2 h 17 min 24 s |
| 26                 | Robert de Castella    | Australie                   | 2 h 17 min 44 s |
| 27                 | Steve Brace           | Royaume-Uni                 | 2 h 17 min 49 s |
| 28                 | Kim Wan-Ki            | Corée du Sud                | 2 h 18 min 32 s |
| 29                 | Isidro Rico           | Mexique                     | 2 h 18 min 52 s |
| 30                 | Hussein Ahmed Salah   | Djibouti                    | 2 h 19 min 04 s |
| 31                 | Dominique Chauvelier  | France                      | 2 h 19 min 09 s |
| 32                 | José Montiel          | Espagne                     | 2 h 19 min 15 s |
| 33                 | Thabiso Moqhali       | Lesotho                     | 2 h 19 min 28 s |
| 34                 | Juma Ikangaa          | Tanzanie                    | 2 h 19 min 34 s |
| 35                 | Derek Froude          | Nouvelle-Zélande            | 2 h 19 min 37 s |
| 36                 | Douglas Wakiihuri     | Kenya                       | 2 h 19 min 38 s |
| 37                 | Ibrahim Hussein       | Kenya                       | 2 h 19 min 49 s |
| 38                 | Gyula Borka           | Hongrie                     | 2 h 20 min 46 s |
| 39                 | Dave Long             | Royaume-Uni                 | 2 h 20 min 51 s |
| 40                 | Mirko Vindiš          | Slovénie                    | 2 h 21 min 03 s |
| 41                 | Paul Davies-Hale      | Royaume-Uni                 | 2 h 21 min 15 s |
| 42                 | Elphas Gimindaza      | Swaziland                   | 2 h 21 min 15 s |
| 43                 | Rolando Vera          | Équateur                    | 2 h 21 min 30 s |
| 44                 | Alessio Faustini      | Italie                      | 2 h 21 min 37 s |
| 45                 | Luis Soares           | France                      | 2 h 21 min 57 s |
| 46                 | Paul Kuété            | Cameroun                    | 2 h 22 min 43 s |
| 47                 | Helmut Schmuck        | Autriche                    | 2 h 23 min 38 s |
| 48                 | Steve Moneghetti      | Australie                   | 2 h 23 min 42 s |
| 49                 | Konrad Dobler         | Allemagne                   | 2 h 23 min 44 s |
| 50                 | Ralombo Mwenze        | Zaïre                       | 2 h 23 min 47 s |
| 51                 | John Treacy           | Irlande                     | 2 h 24 min 11 s |
| 52                 | Herman Suizo          | Philippines                 | 2 h 25 min 18 s |
| 53                 | Peter Reynierse       | Aruba                       | 2 h 25 min 31 s |
| 54                 | Nelson Zamora         | Uruguay                     | 2 h 25 min 32 s |
| 55                 | Daniel Böltz          | Suisse                      | 2 h 25 min 50 s |
| 56                 | Joseildo da Silva     | Brésil                      | 2 h 26 min 00 s |
| 57                 | Juan Camacho          | Bolivie                     | 2 h 26 min 01 s |
| 58                 | Cephas Matafi         | Zimbabwe                    | 2 h 26 min 17 s |
| 59                 | Mohamed Selmi         | Algérie                     | 2 h 26 min 56 s |
| 60                 | Ildephonse Sehirwa    | Rwanda                      | 2 h 27 min 44 s |
| 61                 | Zerehune Gitaw        | Éthiopie                    | 2 h 28 min 25 s |
| 62                 | Jaime Ojeda           | Chili                       | 2 h 28 min 39 s |
| 63                 | Smartex Tambala       | Malawi                      | 2 h 29 min 02 s |
| 64                 | Pascal Zilliox        | France                      | 2 h 30 min 02 s |
| 65                 | Luis López            | Costa Rica                  | 2 h 30 min 26 s |
| 66                 | Gian Luigi Macina     | Saint-Marin                 | 2 h 30 min 45 s |
| 67                 | Abdou Manzo           | Niger                       | 2 h 31 min 15 s |
| 68                 | Roland Willie         | Liechtenstein               | 2 h 31 min 32 s |
| 69                 | Frank Kayele          | Namibie                     | 2 h 31 min 41 s |
| 70                 | Hari Bahadur Rokaya   | Népal                       | 2 h 32 min 26 s |
| 71                 | Kuruppu Karunaratne   | Sri Lanka                   | 2 h 32 min 26 s |
| 72                 | Tommy Hughes          | Irlande                     | 2 h 32 min 55 s |
| 73                 | William Aguirre       | Nicaragua                   | 2 h 34 min 18 s |
| 74                 | Ferdinand Amadi       | République centrafricaine   | 2 h 35 min 39 s |
| 75                 | Mohamed Khamis Taher  | Libye                       | 2 h 35 min 46 s |
| 76                 | Dieudonné LaMothe     | Haïti                       | 2 h 36 min 11 s |
| 77                 | Myint Kan             | Birmanie                    | 2 h 37 min 39 s |
| 78                 | Calvin Dallas         | Îles Vierges des États-Unis | 2 h 38 min 11 s |
| 79                 | Saad Mubarak Ali      | Bahreïn                     | 2 h 39 min 19 s |
| 80                 | Ryu Ok-Hyon           | Corée du Nord               | 2 h 40 min 51 s |
| 81                 | Alain Razahasoa       | Madagascar                  | 2 h 41 min 41 s |
| 82                 | Michael Lopeyok       | Ouganda                     | 2 h 42 min 54 s |
| 83                 | Benjamin Keleketu     | Botswana                    | 2 h 45 min 57 s |
| 84                 | Moussa El-Hariri      | Syrie                       | 2 h 47 min 06 s |
| 85                 | Luu Van Hung          | Viêt Nam                    | 2 h 56 min 42 s |
| 86                 | Hussein Haleem        | Maldives                    | 3 h 04 min 16 s |
| 87                 | Pyambuugiin Tuul      | Mongolie                    | 4 h 00 min 44 s |
| —                  | Apolinario Belisle    | Honduras                    | DNF             |
| —                  | Abebe Mekonnen        | Éthiopie                    | DNF             |
| —                  | Bineshwar Prasad      | Fidji                       | DNF             |
| —                  | Peter Maher           | Canada                      | DNF             |
| —                  | Diamantino dos Santos | Brésil                      | DNF             |
| —                  | Luketz Swartbooi      | Namibie                     | DNF             |
| —                  | John Burra            | Tanzanie                    | DNF             |
| —                  | Dionicio Cerón        | Mexique                     | DNF             |
| —                  | Jorge González        | Porto Rico                  | DNF             |
| —                  | António Pinto Coelho  | Portugal                    | DNF             |
| —                  | Gelindo Bordin        | Italie                      | DNF             |
| —                  | Carlos Risales        | Colombie                    | DNF             |
| —                  | Alberto Cuba          | Cuba                        | DNF             |
| —                  | Talal Omar Abdillahi  | Djibouti                    | DNF             |
| —                  | Csaba Szűcs           | Hongrie                     | DNF             |
| —                  | Andy Ronan            | Irlande                     | DNF             |
| —                  | Mohamed Ould Khalifa  | Mauritanie                  | DNF             |
| —                  | Tonnie Dirks          | Pays-Bas                    | DNF             |
| —                  | Dionísio Castro       | Portugal                    | DNF             |
| —                  | Joaquim Pinheiro      | Portugal                    | DNF             |
| —                  | Jan Tau               | Afrique du Sud              | DNF             |
| —                  | Zithulele Sinqe       | Afrique du Sud              | DNF             |
| —                  | Simon Robert Naali    | Tanzanie                    | DNF             |

## Légende
Records et Performances
- AR : Record continental (area record)
- CR : Record des championnats (championship record)
- MR : Record du meeting (meet record)
- NR : Record national (national record)
- OR : Record olympique (olympic record)
- PR : Record paralympique (paralympic record)
- PB : Record personnel (personal best)
- SB : Meilleure performance personnelle de la saison (season's best)
- WL : Meilleure performance mondiale de l'année (world leader)
- WJR : Record du monde junior (world junior record)
- WR : Record du monde (world record)

Circonstances et Conditions
- DNF : N'a pas terminé (did not finish)
- DNS : N'a pas pris le départ (did not start)
- DQ : Disqualification (disqualification)
- NM : Aucun essai valable enregistré (No Mark)
- Q : Qualifié « directement » au prochain tour (ou à la prochaine compétition), lors d'une compétition majeure, grâce au classement ou à la réalisation des minima (automatic qualifier)
- q : Qualifié au prochain tour (ou à la prochaine compétition), lors d'une compétition majeure, grâce au repêchage ou à la réalisation de l'une des meilleures performances parmi celles des « non qualifiés directement » (grâce au meilleur temps ou à la meilleure distance par exemple) (secondary qualifier)